# 杜鈜
杜鈜（1429年—？），字聞遠，湖廣武昌府江夏縣人，明朝政治人物。進士出身。

## 生平
湖廣鄉試第一百二十名。天順元年（1457年）丁丑科會試第九十八名，殿試登進士第三甲第四十六名。

## 家族
曾祖杜致忠。祖父杜思賢。父亲杜俊。